# Axel Ancker
Carl Axel Rudolf Pehrsson Ancker. född den 22 augusti 1863 i Hammarlunda församling, Malmöhus län, död den 25 januari 1922 i Stafsinge församling, Hallands län, var en svensk jurist. Han var gift med en syster till Arvid Uggla.
Ancker blev student vid Lunds universitet 1882 och avlade examen till rättegångsverken där 1887. Han blev vice häradshövding 1890, tillförordnad fiskal i Göta hovrätt 1893, adjungerad ledamot där 1894, ordinarie fiskal 1897, assessor 1898, tillförordnad revisionssekreterare samma år, konstituerad revisionssekreterare 1900 och ordinarie revisionssekreterare 1902. Ancker var häradshövding i Hallands mellersta domsaga från 1906 till sin död. Han blev riddare av Nordstjärneorden 1903. Ancker vilar på Stafsinge kyrkogård.